# Mick Jones
Pour le guitariste de Foreigner, voir Mick Jones (Foreigner). Pour les autres significations, voir Mick Jones (homonymie).
Pour les articles homonymes, voir Jones.
Mick Jones, né Michael Geoffrey Jones le 26 juin 1955 à Wandsworth dans la banlieue de Londres, est un membre fondateur du groupe punk The Clash où il était guitariste et chanteur. L'autre chanteur et guitariste était Joe Strummer. Il abandonna son groupe London SS en 1976 pour fonder The Clash avec Joe Strummer. Il écrivait généralement la musique pendant que Joe Strummer s'occupait des textes. Après avoir été renvoyé des Clash en 1983 car ses goûts musicaux ne coïncidaient plus avec ceux des autres musiciens, il forme son propre groupe, Big Audio Dynamite (également appelé Big Audio Dynamite II, Big Audio et B.A.D.).
Il est plus tard devenu producteur de disques. Ainsi il produit, entre autres, les deux albums de The Libertines et le premier album de Babyshambles.
Mick Jones a également collaboré avec le groupe Gorillaz sur les albums Plastic Beach et The Fall.

## Biographie
Jones est né à Brixton, dans le sud de Londres, d'un père gallois et d'une mère d'origine juive russe. Il a vécu une grande partie de son enfance avec sa grand-mère, Stella.
Avant de participer à la création des Clash, Mick Jones est dans le légendaire groupe de punk London SS, avec qui il enregistre seulement une démo sans jamais jouer sur scène. Les autres membres sont Tony James et Brian James. Rat Scabies, Terry Chimes ou Paul Simonon y font aussi un passage éclair.

### La période The Clash: 1976-1983
Après la dissolution des London SS, Mick Jones essaie de former plusieurs nouveaux groupes accompagné de son ami Tony James ou de Chrissie Hynde. Mais tous ses efforts sont vains. Peu de temps après, Mick travaille avec Paul Simonon et l'aide à apprendre à jouer de la guitare basse. Bientôt, ils vont trouver d'autres membres pour composer leur groupe : 
- un chanteur, Joe Strummer, que Mick et Paul avaient pour la première fois vu chanter pour un groupe de pub rock, The 101'ers;
- un joueur de guitare lead, Keith Levene, qui quittera le groupe avant le premier enregistrement;
- et un batteur, Terry Chimes, qui sera plus tard remplacé par Topper Headon.

C'est à cette époque que le groupe se fait connaître pour la première fois sous le nom de The Clash.
Jones joue de la guitare lead, chante, coécrit les chansons avec Strummer des débuts du groupe jusqu'à ce qu'il se fasse renvoyer du groupe par Strummer et Simonon en 1983. Mick Jones aura participé à 5 des 6 albums du groupe et produit la version originale de Combat Rock, abandonnée puis plus tard revendue au marché noir sous le nom de Rat Patrol From Fort Bragg.

### La période Big Audio Dynamite: 1984-1999

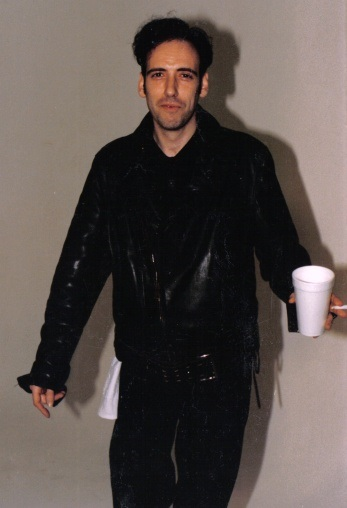
Mick Jones (Big Audio Dynamite)
Mars 1987 à Santa Cruz, Californie, USA

Après son éviction des Clash, Jones intègre brièvement General Public. Cependant, lors de la sortie du premier album du groupe, Jones n'en fait pas officiellement partie bien qu'il joue de la guitare sur la plupart des titres.
En 1984, il quitte alors General Public pour former le groupe Big Audio Dynamite (souvent appelé BAD) avec le réalisateur de cinéma Don Letts, qui avait dirigé les Clash sur diverses vidéos et réalisera plus tard Westway To The World, un documentaire sur les Clash. Le premier disque du groupe, This Is Big Audio Dynamite, sort l'année suivante, comprenant la chanson E=MC2 qui remportera un succès dans les discothèques.
Pour leur second opus No. 10 Upping St., Mick Jones collabore pour l'écriture des textes avec Joe Strummer. Ensemble, ils écrivent plusieurs chansons de l'album dont Beyond the Pale, V. Thirteen et Sightsee M.C.. Strummer coproduit aussi l'album. Cette alliance ne dure pas longtemps et à la suite de l'album, Mick Jones et Joe Strummer ne travailleront plus jamais ensemble. 
La pochette de Tighten Up, Vol.88, leur troisième album, est peinte par l'ex-bassiste des Clash Paul Simonon. À la suite de l'enregistrement, Jones développe une pneumonie et passe la plupart du temps à l'hôpital. Une fois soigné, il réalise un album supplémentaire avec Big Audio Dynamite, intitulé Megatop Phoenix avant de recomposer la formation du groupe. Renommé Big Audio Dynamite II, le groupe sort The Globe.
Le groupe est de nouveau remanié en 1994 sous le nom de Big Audio et enregistre l'album Higher Power. En 1995, il publie l'album de greatest hits Planet B.A.D. ainsi que l'album studio F-Punk, toutefois sous le nom de Big Audio Dynamite. 
Un nouvel album, Entering a New Ride, est réalisé en 1997 mais est disponible uniquement sur Internet en raison du différend qui les oppose à leur label de l'époque Radioactive Records. Un autre best of intitulé Super Hits sort en 1999.

### La période Carbon/Silicon: depuis 2003
En 2003, Mick Jones s'associe à l'ancien membre de London SS et de Generation X Tony James pour former un nouveau groupe nommé Carbon/Silicon. Ils font une tournée au Royaume-Uni et participent à de nombreux concerts de soutien anti-fascistes. Ils enregistrent également plusieurs EP mise en ligne sur le site du groupe en téléchargement gratuit : Sample This, Peace, Dope Factory Boogie,The Grand Delusion, The Homecoming, The News, The Gangs of England, Big Surprise...
Le premier album officiel du groupe, A.T.O.M (A Twist of Modern), est publié sur leur site internet le 28 juillet 2006. L'album Western Front suit peu après, le 14 octobre 2006 suivi en mars 2007 par The Crackup Suit. Plus tard dans la même année 2007 parait The Last Post qui sera leur seul album commercialisé dans le circuit traditionnel sous forme de cd. L'édition française de The Last Post ajoute un second cd enregistré live, Carbon Casino.  Deux ans plus tard, Carbon/Silicon revient à son mode de fonctionnement originel et publie sur son site son ultime album The Carbon Bubble. En 2013, le groupe publie un nouveau titre accompagné d'une vidéo, Big surprise.
A l'occasion d'une exposition dans le cadre de la biennale de Venise consacrée à ses souvenirs adolescents, Mick Jones publie six titres instrumentaux sur un superbe Ep vinyl limité à 1000 exemplaires, dédicacés par le guitariste pour les 100 premiers d'entre eux, The Rock'n'Roll Public Library Ex Libris. Sur le titre Pretty Thing, il  est accompagné à la batterie par Daisy Durham du groupe Kitty, Daisy & Lewis, et à la basse par la mère de cette dernière, Ingrid Weiss, auparavant membre de The Raincoats.
Entretemps, Mick Jones devient aussi un producteur occasionnel. Il est aux commandes du premier album du groupe rock de Londres The Libertines, Up the Bracket (2002) dont le CD est bien reçu par la critique et le public, à la fois au Royaume-Uni et aux États-Unis. Jones reste producteur sur le deuxième et dernier album éponyme du groupe. Il produit également Down in Albion, le premier album du nouveau groupe de Pete Doherty, l'ancien chanteur et guitariste des Libertines, Babyshambles.
Mick Jones est aussi crédité aux chœurs et à guitare sur Mal Bicho, le premier titre de l'album Rey Azucar de Los Fabulosos Cadillacs. 
Jones fait un caméo dans le film Code 46 (2003), en chantant la chanson des Clash Should I Stay Or Should I Go dans un club de karaoké.
En 2009, Il collabore avec Damon Albarn sur le 3e album du projet Gorillaz, notamment sur la piste Plastic Beach. S'ensuit une tournée des grands festivals européens.
En 2012, il collabore avec The Wallflowers sur leur 6e album Glad All Over, sur le single Reboot The Mission ainsi que sur Misfits And Lovers.
En 2014, il collabore avec Marianne Faithfull sur son 20e album Give my Love to London, sur la chanson titre.
En 2015, il produit l'album The Third du trio anglais Kitty, Daisy & Lewis.
En 2018, il produit All shook up again in W10 du groupe Taurus Trakker.

## Discographie

### avec The Clash
- 1977 : The Clash
- 1978 : Give 'Em Enough Rope
- 1979 : London Calling
- 1980 : Sandinista!
- 1982 : Combat Rock

### avec Big Audio Dynamite/Big Audio Dynamite II/Big Audio
- 1985 : This Is Big Audio Dynamite
- 1986 : No. 10 Upping St.
- 1988 : Tighten Up, Vol.88
- 1989 : Megatop Phoenix
- 1990 : Kool-Aid
- 1991 : The Globe
- 1994 : Higher Power
- 1995 : Planet B.A.D. (greatest hits)
- 1995 : F-Punk
- 1997 : Entering a New Ride
- 1999 : Super Hits (Compilation)

### avec Carbon/Silicon
- 2003 : Sample This, Peace (démo)
- 2003 : Dope Factory Boogie (démo)
- 2004 : The Grand Delusion (démo)
- 2004 : The Homecoming (démo)
- 2006 : A.T.O.M
- 2006 : Western Front
- 2007 : The Last Post
- 2008 : The Carbon Bubble
- 2013 : Big Surprise (single)

### avec Gorillaz
- 2010 : Plastic Beach